# John Clarey
John Clarey, né le 4 octobre 1940 à Woolwich en Angleterre, est un coureur cycliste britannique. Professionnel de 1968 à 1970, il a notamment participé au Tour de France 1968 qu'il termine lanterne rouge.

## Palmarès sur route
- 1961
  - 12e étape de la Milk Race
- 1962
  - 2e étape de la Milk Race
- 1963
  - 2e du championnat de Grande-Bretagne sur route amateurs
- 1964
  - 3e du championnat de Grande-Bretagne sur route amateurs
- 1965
  - 3e du Manx Trophy
- 1966
  - Lincoln Grand Prix
- 1970
  - 3e du Tom Simpson Memorial Grand Prix

### Résultats sur le Tour de France
1 participation
- 1968 : 63e et lanterne rouge

## Palmarès sur piste

### Jeux de l'Empire britannique et du Commonwealth
- 1962
  -  Médaillé de bronze du 10 miles

### Championnats de Grande-Bretagne
- 1962
  -  Champion de Grande-Bretagne du 10 miles